# 嘉義市聯合里列表
聯合里（英語：Joint Village）為嘉義市政府施行的輔助行政劃分，不具有正式的行政區劃位階。依據發展情形、歷史文化、當地各里特色，劃定4到5個次級分區，將具有鄰近特性的里集結起來，以提升里鄰資源並凝聚居民的向心力，相互合作以發揮區里自治精神，共同推展市政建設。

嘉義市聯合里行政區劃圖

目前嘉義市共有9個聯合里。

## 東區

### 公園聯合里
- 範圍：王田、圳頭里、長竹里、鹿寮、新店、文雅里、東川、短竹里、後、盧厝里、蘭潭，共11里。
- 重要地標：嘉義公園、都會森林公園、射日塔、嘉義市史蹟資料館、蘭潭國中、蘭潭國小、嘉義大學（蘭潭校區）、嘉義高中、蘭潭
- 古蹟：王祖母許太夫人墓

### 東南門聯合里
- 範圍：中山、太平里、東興里、朝陽里、中央里、民族、華南里、過溝里，共8里。
- 重要地標：嘉義市政府、嘉義地方法院、嘉義城隍廟、中央噴水池(長榮聯合里交接處)、嘉義大學（林森校區）、華南高商、嘉義高商、民族國小、文化公園
- 古蹟：嘉義城隍廟、蘇周連宗祠

### 新南聯合里
- 範圍：安寮里、芳安里、宣信里、新開里、興村、興南里、安業里、芳草里、頂寮里、興仁里、興安里、豐年，共12里。
- 重要地標：嘉義高工、二二八紀念碑、嘉義市立體育場、大同技術學院、東吳高職、立仁高中、嘉義市私立輔仁高級中學
- 古蹟：彌陀禪寺、八獎溪義渡

### 北門聯合里
- 範圍：中、北門里、後湖、頂、義教里、仁義里、林森里、荖藤里，共8里。
- 重要地標：嘉義基督教醫院、嘉北車站、耐斯廣場、嘉北國小、好市多嘉義店、檜意森活村、北興國中、嘉義市立文化中心、嘉義市政府文化局、嘉義市立博物館、家樂福北門店、北門車站、森林之歌、北香湖公園
- 古蹟：檜意森活村、北門車站

## 西區

### 八掌聯合里
- 範圍：導明、培元里、垂楊里、車店、福民里、湖內里、美源里、光路里、育英里、致遠里、翠岱里、自強里、紅瓦里、獅子，共14里。
- 重要地標：經國新城、嘉義市石頭資料館、台灣中油公司嘉義煉製研究所、大同國小、嘉義大學（新民校區）、志航國小、民生國中、垂楊國小、西門長老教會
- 古蹟：西門長老教會

### 北鎮聯合里
- 範圍：保安里、新厝里、北湖、下埤里、竹村、保生里、保福里、北新里，共8里。
- 重要地標：中山高速公路嘉義交流道、北園國中、北園國小、世賢國小、世賢圖書館、嘉義市農漁產運銷物流中心
- 古蹟：

### 長榮聯合里
- 範圍：書院、新富里、永和里、文化里、西榮里、國華里、番社，共7里
- 重要地標：中正公園、嘉義車站、嘉義市立美術館、嘉義文化創意產業園區（嘉義舊酒廠）、舊嘉義市公所、中央七彩噴水池、文化路夜市
- 古蹟：嘉義車站、嘉義市立美術館、嘉義文化創意產業園區（嘉義舊酒廠）、舊嘉義市公所

### 北興聯合里
- 範圍：慶安里、北榮里、重興里、後驛里、香湖、湖邊里、竹圍里，共7里。
- 重要地標：香湖公園、博愛國小、嘉義王靈宮五顯帝廟、北嶽廟、嘉義鐵道藝術村、嘉義後火車站、嘉義市先期交通轉運中心、南華大學嘉義南華學館、大潤發嘉義店、僑平國小、嘉義秀泰廣場
- 古蹟：嘉義鐵道藝術村

### 竹園聯合里
- 範圍：福全里、福安里、劉厝里、港坪里、頭港里、西平里、大溪里、磚磘里、新西里，共9里。
- 重要地標：嘉義市議會、垂楊大橋、衛生福利部嘉義醫院、家樂福嘉義店、嘉樂福夜市、玉山國中、嘉義特教學校、港坪國小、港坪運動公園、育人國小、臺中榮民總醫院嘉義分院